# Club Deportivo Mirandés
El Club Deportivo Mirandés és un club de futbol de Castella i Lleó, de la ciutat de Miranda de Ebro (província de Burgos). Va ser fundat el 3 de maig de 1927 i actualment competeix a Segona Divisió. El club exerceix de local a l'Estadi Municipal d'Anduva, que té una capacitat aproximada per a 6.000 espectadors.
Els colors que identifiquen el club són el vermell i el negre. A les seves vitrines hi consten quatre títols de lliga de Tercera Divisió i el Trofeu invicte Don Balón, entre altres premis. Entre els clubs amb els quals existeix una rivalitat especial s'hi troben el Burgos CF, el Deportivo Alavés i l'Haro Deportivo. Durant la temporada 2011-12, el pressupost ascendeix a 1.200.500 € i el nombre de socis a 3.309.

## Himne
L'himne del club fou escrit pel compositor espanyol Gregorio Solabarrieta amb ajuda d'Arturo García del Río. No es coneix la data exacta de la seva creació però s'intueix que seria una data propera al 1927 any en el qual García del Río era el president del club.

## Estadi
Juga els seus partits com a local a l'Estadi Municipal d'Anduva, propietat de l'ajuntament de la ciutat. Fou inaugurat el 22 de gener de 1950.

## Dades del club
- Temporades a Primera Divisió: 0
- Temporades a Segona Divisió A: 11
  - Millor posició: 4t (temporada 2024-25)
  - Pitjor posició: 22è (temporada 2016-17)
- Temporades a Segona Divisió B: 15
  - Millor posició: 2n (temporada 2010-11)
  - Pitjor posició: 18è (temporades 1981-82 i 1987-88)
- Temporades a Tercera Divisió: 50
  - Millor posició: 1r (temporades 1988-89, 2002-03, 2006-07 i 2007-08)
  - Pitjor posició: 18è (temporades 1953-54 i 1994-95)

## Plantilla 2024-25
A 22 agost 2024. 
| N. | Pos. | Nac. | Jugador                                        |
| -- | ---- | --- | ---------------------------------------------- |
| 1  | POR  | [[Fitxer:Flag of Spain.svg\|23x15px\|border \|alt=Espanya\|link=Selecció de futbol d'Espanya\|{{#if:\|]]            | Luis López                                     |
| 2  | DEF  | [[Fitxer:Flag of Spain.svg\|23x15px\|border \|alt=Espanya\|link=Selecció de futbol d'Espanya\|{{#if:\|]]            | Hugo Rincón (cedit per l'Athletic Club)        |
| 3  | DEF  | [[Fitxer:Flag of Spain.svg\|23x15px\|border \|alt=Espanya\|link=Selecció de futbol d'Espanya\|{{#if:\|]]            | Julio Alonso                                   |
| 5  | DEF  | [[Fitxer:Flag of Spain.svg\|23x15px\|border \|alt=Espanya\|link=Selecció de futbol d'Espanya\|{{#if:\|]]            | Tachi                                          |
| 6  | MIG  | [[Fitxer:Flag of Spain.svg\|23x15px\|border \|alt=Espanya\|link=Selecció de futbol d'Espanya\|{{#if:\|]]            | Jon Gorrotxategi (cedit per la Reial Societat) |
| 8  | MIG  | [[Fitxer:Flag of Uruguay.svg\|23x15px\|border \|alt=Uruguai\|link=Selecció de futbol de l'Uruguai\|{{#if:\|]]       | Santiago Homenchenko (cedit pel CA Peñarol)    |
| 9  | DAV  | [[Fitxer:Flag of Argentina.svg\|23x15px\|border \|alt=Argentina\|link=Selecció de futbol de l'Argentina\|{{#if:\|]] | Joaquín Panichelli (cedit pel Alavés)          |
| 10 | MIG  | [[Fitxer:Flag of Spain.svg\|23x15px\|border \|alt=Espanya\|link=Selecció de futbol d'Espanya\|{{#if:\|]]            | Alberto Reina                                  |
| 11 | DAV  | [[Fitxer:Flag of Spain.svg\|23x15px\|border \|alt=Espanya\|link=Selecció de futbol d'Espanya\|{{#if:\|]]            | Álex Calvo (cedit pel FC Andorra)              |

| N. | Pos. | Nac. | Jugador                                |
| -- | ---- | --- | -------------------------------------- |
| 13 | POR  | [[Fitxer:Flag of Spain.svg\|23x15px\|border \|alt=Espanya\|link=Selecció de futbol d'Espanya\|{{#if:\|]]                        | Raúl Fernández                         |
| 15 | MIG  | [[Fitxer:Flag of Spain.svg\|23x15px\|border \|alt=Espanya\|link=Selecció de futbol d'Espanya\|{{#if:\|]]                        | Pablo Tomeo                            |
| 17 | DAV  | [[Fitxer:Flag of Spain.svg\|23x15px\|border \|alt=Espanya\|link=Selecció de futbol d'Espanya\|{{#if:\|]]                        | Urko Izeta (cedit per l'Athletic Club) |
| 19 | MIG  | [[Fitxer:Flag of France (1794–1815, 1830–1974).svg\|23x15px\|border \|alt=França\|link=Selecció de futbol de França\|{{#if:\|]] | Mathis Lachuer                         |
| 21 | DEF  | [[Fitxer:Flag of Spain.svg\|23x15px\|border \|alt=Espanya\|link=Selecció de futbol d'Espanya\|{{#if:\|]]                        | Sergio Postigo                         |
| 22 | DEF  | [[Fitxer:Flag of Spain.svg\|23x15px\|border \|alt=Espanya\|link=Selecció de futbol d'Espanya\|{{#if:\|]]                        | Juan Gutiérrez                         |
| 27 | DAV  | [[Fitxer:Flag of Spain.svg\|23x15px\|border \|alt=Espanya\|link=Selecció de futbol d'Espanya\|{{#if:\|]]                        | Joel Roca (cedit pel Girona FC)        |
| 33 | DEF  | [[Fitxer:Flag of Spain.svg\|23x15px\|border \|alt=Espanya\|link=Selecció de futbol d'Espanya\|{{#if:\|]]                        | Víctor Parada (cedit pel Alavés)       |
| —  | DEF  | [[Fitxer:Flag of Spain.svg\|23x15px\|border \|alt=Espanya\|link=Selecció de futbol d'Espanya\|{{#if:\|]]                        | Álex Barbu                             |

### Equip filial
| N. | Pos. | Nac. | Jugador               |
| -- | ---- | --- | --------------------- |
| 30 | MIG  | [[Fitxer:Flag of Spain.svg\|23x15px\|border \|alt=Espanya\|link=Selecció de futbol d'Espanya\|{{#if:\|]] | Asier Ortiz de Guinea |
| 31 | POR  | [[Fitxer:Flag of Spain.svg\|23x15px\|border \|alt=Espanya\|link=Selecció de futbol d'Espanya\|{{#if:\|]] | Ale Gorrín            |
| 32 | DAV  | [[Fitxer:Flag of Spain.svg\|23x15px\|border \|alt=Espanya\|link=Selecció de futbol d'Espanya\|{{#if:\|]] | Sergio Gabriel        |
| 34 | DEF  | [[Fitxer:Flag of Spain.svg\|23x15px\|border \|alt=Espanya\|link=Selecció de futbol d'Espanya\|{{#if:\|]] | Diego Rosales         |

| N. | Pos. | Nac. | Jugador      |
| -- | ---- | --- | ------------ |
| 35 | MIG  | [[Fitxer:Flag of Spain.svg\|23x15px\|border \|alt=Espanya\|link=Selecció de futbol d'Espanya\|{{#if:\|]] | Hugo Zárate  |
| 36 | DEF  | [[Fitxer:Flag of Spain.svg\|23x15px\|border \|alt=Espanya\|link=Selecció de futbol d'Espanya\|{{#if:\|]] | Hodei Alutiz |
| 38 | MIG  | [[Fitxer:Flag of Spain.svg\|23x15px\|border \|alt=Espanya\|link=Selecció de futbol d'Espanya\|{{#if:\|]] | Garci        |
| 40 | MIG  | [[Fitxer:Flag of Spain.svg\|23x15px\|border \|alt=Espanya\|link=Selecció de futbol d'Espanya\|{{#if:\|]] | Yidne Pinto  |

## Palmarès
- 2 Segona divisió B: 2011-12, 2017-18.
  - 1 Subcampionat: 2010-11.
- 4 Tercera divisió:1988-89, 2002-03, 2006-07, 2007-08.
  - 4 Subcampionats: 1957-58, 2000-01, 2005-06, 2008-09.
- 1 Copa Federació: 2018-19.
- 2 Cops semifinalistes de la Copa del Rei: 2011-12, 2019-20.